# Berlínský mezinárodní filmový festival
Berlínský mezinárodní filmový festival, zkráceně také Berlinale (podle Biennale v Benátkách), je jeden z nejprestižnějších a nejnavštěvovanějších filmových festivalů ve světě. Koná se každý rok již od roku 1951 a v 1958 se měsíc jeho konání změnil z června na únor. Porota rozhoduje o filmech z celého světa. Hlavní cenou je Zlatý medvěd (medvěd je symbolem Berlína).
Na festivalu je každoročně prezentováno až 400 filmů v různých sekcích. S více než 250 000 prodanými vstupenkami ročně (2012) je Berlinale nejnavštěvovanějším filmovým festivalem světa. Festivalu se ročně účastní až 20 000 osob z filmové branže, více než 4 000 novinářů píše reportáže do více než 100 zemí světa.
Hlavní část festivalu se odehrává v paláci Berlinale, který se nachází na Marlene-Dietrich-Platz 1.

## Sekce
Hlavní sekce (Wettbewerb)
Filmy z této sekce soutěží o hlavní ceny (Zlatý medvěd, Velká cena poroty, Stříbrní medvědi). Soutěžit mohou pouze celovečerní filmy, které byly vytvořeny v posledních 12 měsících před začátkem festivalu a které ještě nebyly uvedeny mimo zemi svého původu.
V sekci každoročně soutěží zhruba 20 filmů. Nominace filmů a výběr mezinárodní poroty je záležitostí organizátorů festivalu. Držitelé cen jsou vyhlášeni na slavnostním ceremoniálu na konci festivalu.
Fórum (Forum)
Sekce existuje od roku 1971 a zaměřuje se především na nezávislé filmy.
Retrospektiva (Retrospektive)
Sekce existuje od vzniku festivalu v roce 1951. Jedná se o tematicky zaměřenou sekci, v rámci které jsou promítány starší filmy na určité téma. Může jít například o filmy významného režiséra (2008: Luis Buñuel, 2011: Ingmar Bergman), filmy s významným hercem/herečkou (1977 a 1978: Marlene Dietrichová), či filmy dokumentující významnou událost v reálném či filmovém světě (1991: Studená válka, 2005: Ženské filmové hvězdy 50. let, 2008: 70 mm – větší než život). V rámci sekce je od roku 1977 udělován Zlatý medvěd za celoživotní dílo vybrané osobnosti, která je následně čestným hostem festivalu.
Panorama
Sekce existuje od roku 1986. Jedná se o sekci určenou především autorským filmům. Často zde bývají k vidění filmy na kontroverzní témata, například z oblasti politiky či homosexuality.
Generace (Generation)

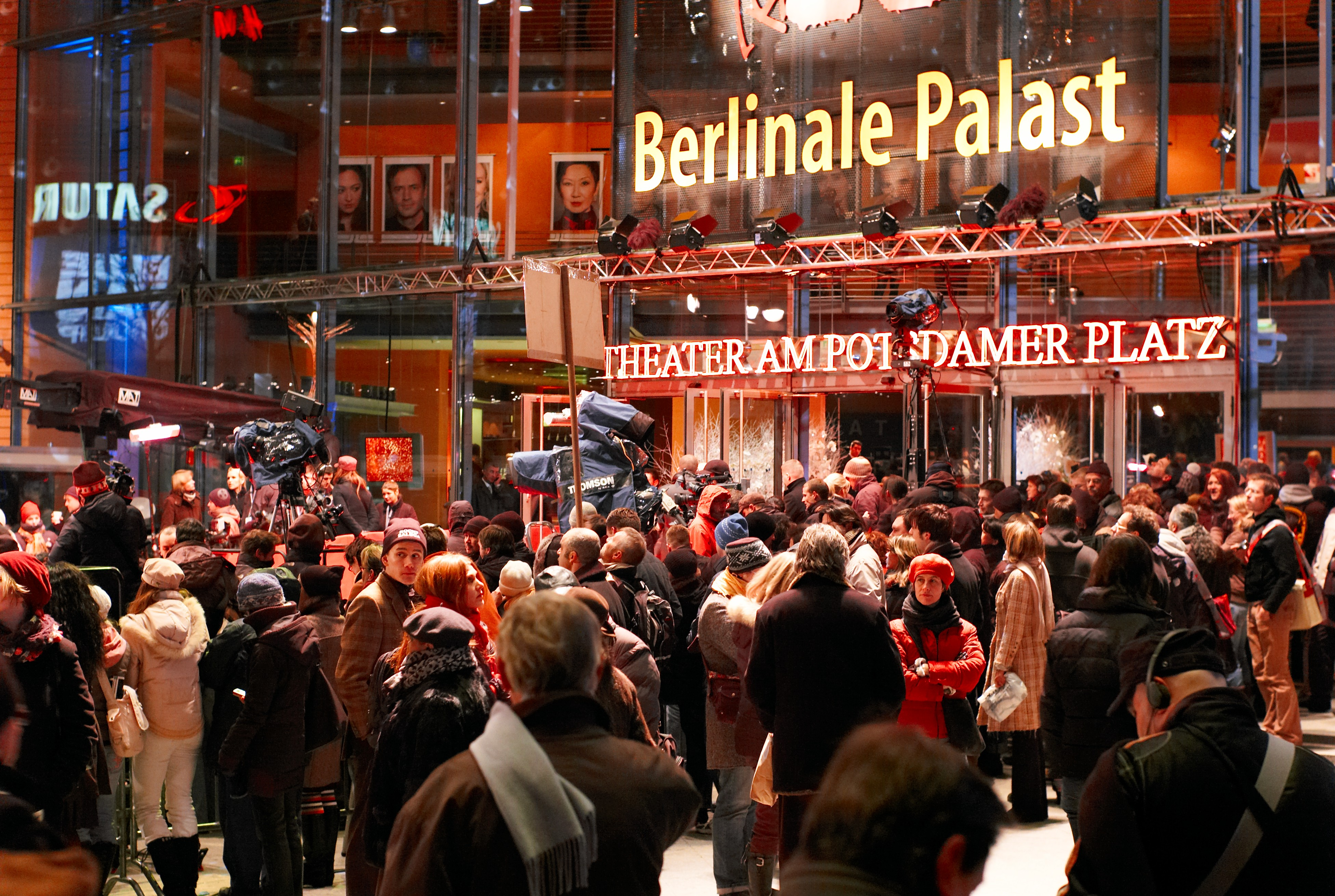
Berlinale 2007

Sekce existující od roku 1978 je určena filmům pro děti a mládež. Představuje aktuální výběr dlouhometrážních i krátkometrážních hraných i animovaných filmů z této oblasti. Dětská porota uděluje v této sekci cenu "Křišťálový medvěd" (zvlášť pro krátkometrážní a pro dlouhometrážní film).
Berlinale Special
Sekce vzniklá v roce 2004 se zaměřuje na populární (a aktuální) témata. Představuje například aktuální práce velkých filmových tvůrců či znovuuvádí klasická díla filmové historie.
Perspektiva německého filmu (Perspektive Deutsches Kino)
Sekce určená aktuální německé produkci.
Berlinale Shorts
Sekce vzniklá v roce 2006 je určena krátkometrážním filmům. Ty jsou ovšem předváděny i v rámci jiných sekcí (Fórum, Generace, Perspektiva německého filmu). Zlatý a Stříbrný medvěd jsou nejlepším krátkometrážním filmům udělovány již od roku 1955, od roku 2003 má tento úkol na starost k tomu určená mezinárodní porota.

## Ocenění
V současnosti jsou udělována následující ocenění:
- Zlatý medvěd pro nejlepší film
- Velká cena poroty
- Stříbrný medvěd za nejlepší režii
- Stříbrný medvěd za nejlepší mužský herecký výkon
- Stříbrný medvěd za nejlepší ženský herecký výkon
- Stříbrný medvěd za nejlepší scénář
- Stříbrný medvěd za vynikající umělecký počin (kamera, střih, hudba, kostýmy či dekorace)
- Cena Alfreda Bauera pro film, který otevřel filmové tvorbě nové perspektivy
- Cena za nejlepší filmový debut
- Křišťálový medvěd udělovaný dětskou porotou nejlepšímu filmu v sekci Generation
- Zlatý medvěd za celoživotní dílo (pro čestného hosta)

Ocenění pro krátkometrážní filmy:
- Zlatý medvěd pro nejlepší film
- Stříbrný medvěd (zde je obdobou Velké ceny poroty v kategorii celovečerních filmů)

Vybraná ocenění udělována porotami nezávislými na organizátorech festivalu:
- Cena FIPRESCI – cena udělovaná mezinárodním sdružením filmových kritiků FIPRESCI
- Cena ekumenické poroty
- Mírová filmová cena
- Cena Teddy - cena udělovaná mezinárodní porotou v oblasti gay a lesbické kinematografie
- Cena organizace Amnesty International

## Galerie

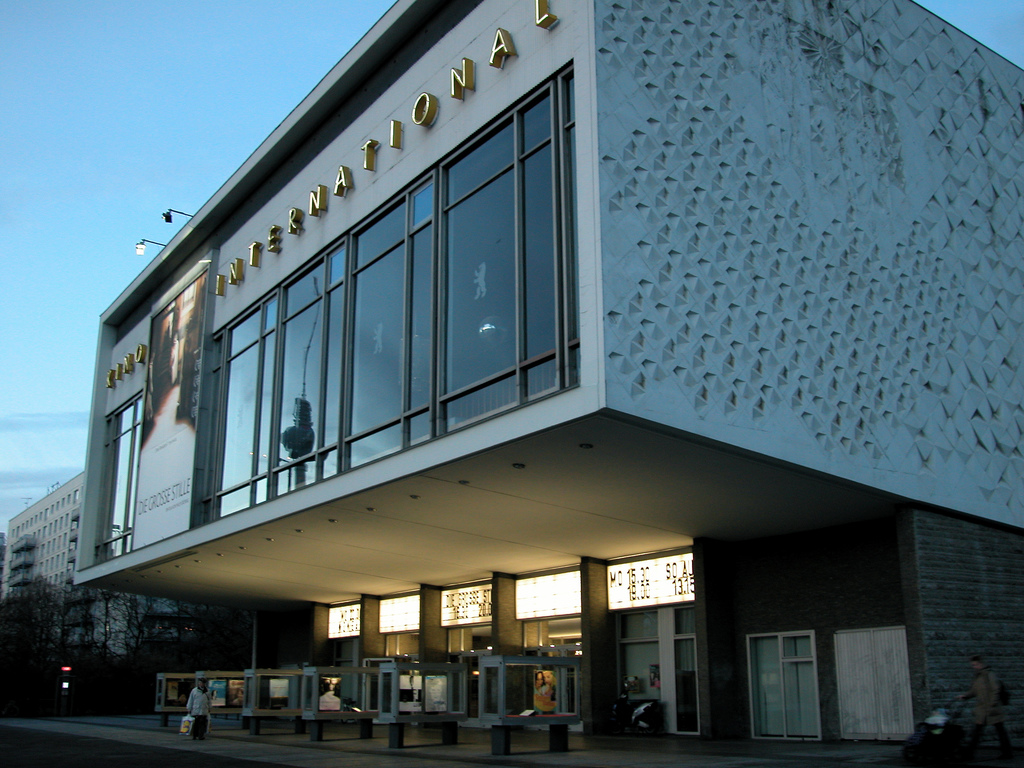
Kino International
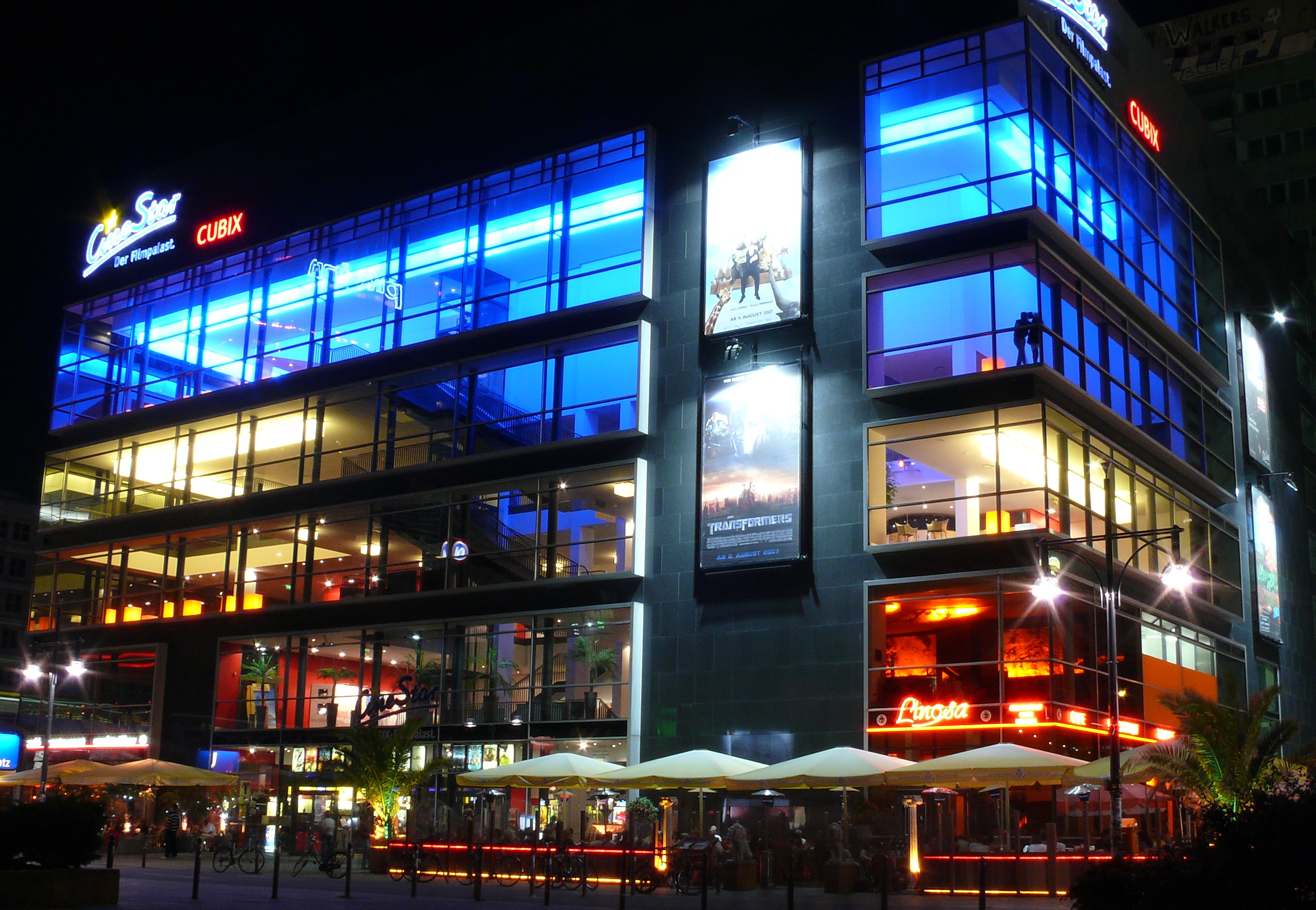
Cubix Kino
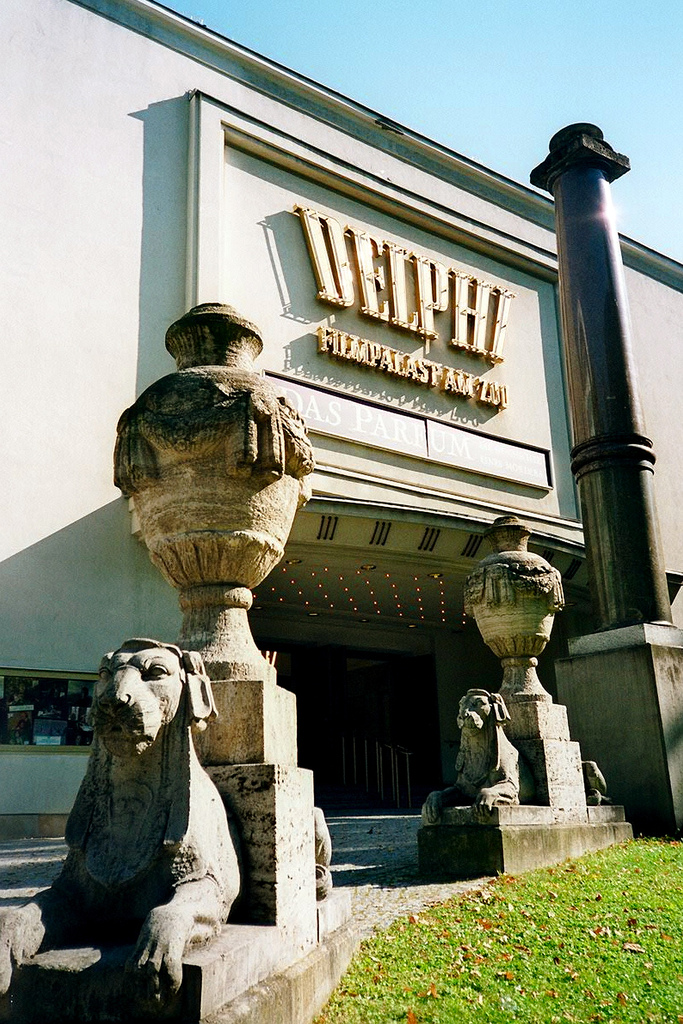
Delphi Filmpalast
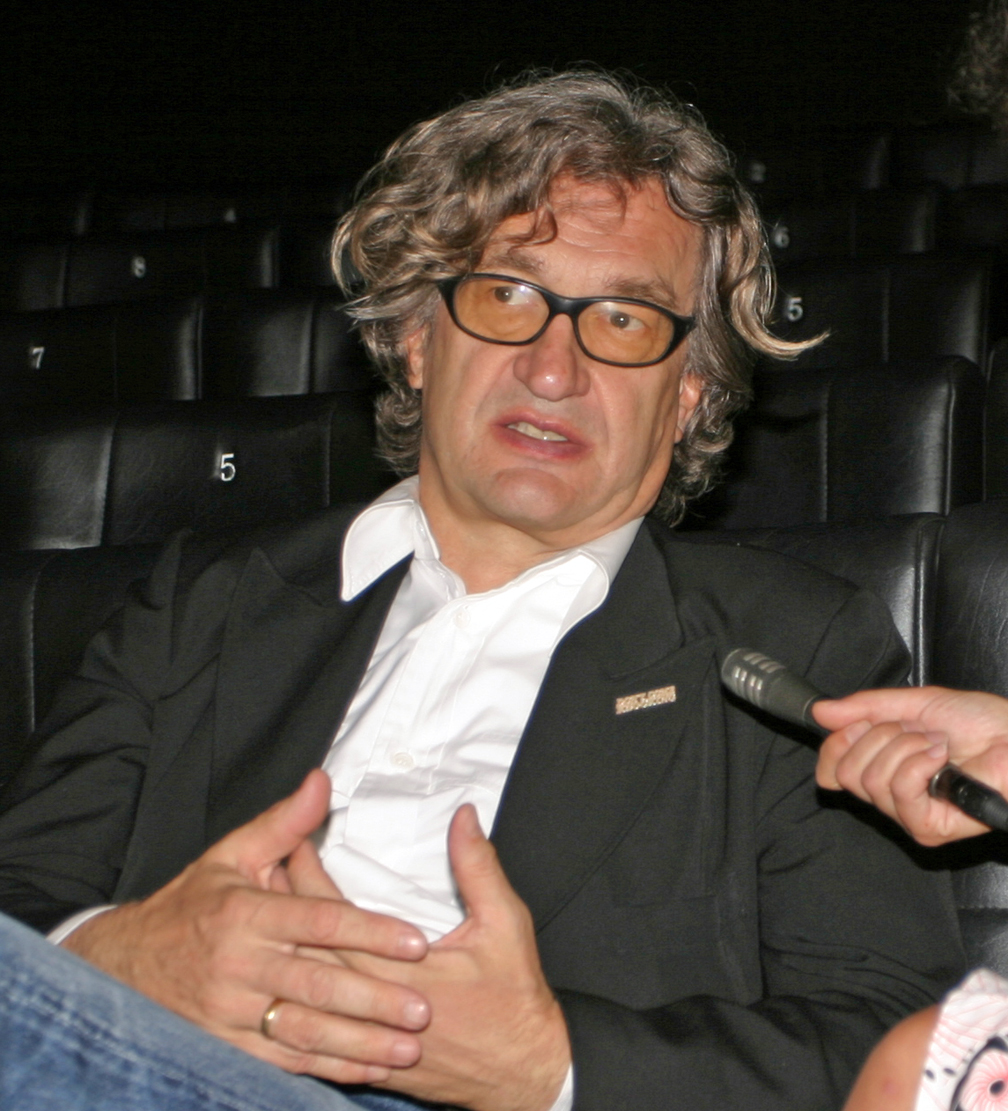
Wim Wenders
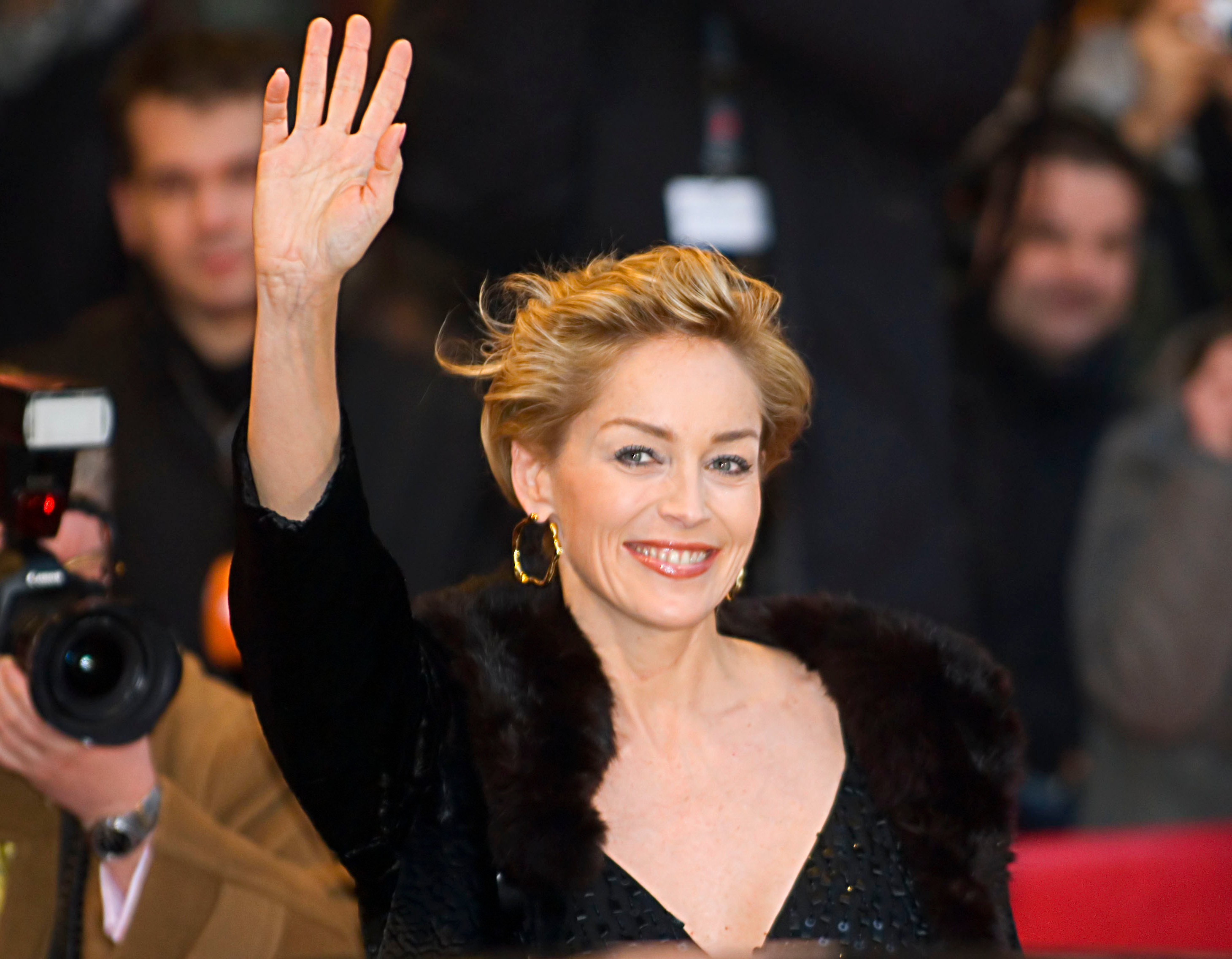
Sharon Stone
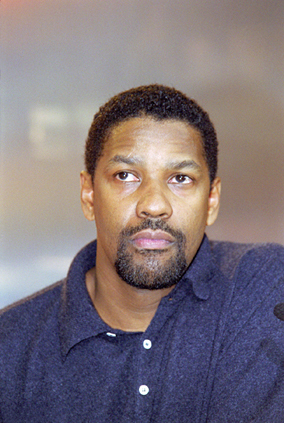
Denzel Washington